# Caterina Motta
Caterina Motta (Roma, 27 luglio 1952 – Roma, 2016) è stata una restauratrice italiana.

## Biografia
Nata a Roma il 27 luglio 1952, seguì inizialmente indirizzo di studi classici e venne poi ammessa al Corso di Restauro all'Istituto Centrale del Restauro di Roma, dove si diplomò il 22 novembre 1973. L'anno successivo motivi di salute la portarono ad interrompere l'attività fino al 1977, quando tornò a fare la restauratrice. Lavorò per la Soprintendenza ai Beni Artistici e Storici di Roma, Cosenza, Milano e del Piemonte e conseguì allo stesso tempo un diploma all'Istituto statale d'arte per la Decorazione e l'Arredo della Chiesa. Lavorò quindi principalmente per committenze private e presso lo studio del restauratore Sergio Benedetti.
Nel 1979 fu tra i fondatori del Consorzio per la “Conservazione e il Restauro delle Opere d’Arte – C.R.O.D.A.” e ne venne nominata presidente; nel 1980 si dimise dall'istituzione e continuò ad operare come restauratrice in qualità di ditta individuale e poi come dipendente del Ministero presso il Laboratorio di Restauro di Palazzo Barberini a Roma.

## L'archivio Caterina Motta
Nel 2017 l'archivio della restauratrice è stato donato dagli eredi all'Archivio storico dei restauratori italiani (ASRI) e ne documenta l'attività fino al 1987, quando venne assunta dal Laboratorio di Restauro di Palazzo Barberini. 